# Go Down Under
Go Down Under is de tweede ep van de Amerikaanse punk- en coverband Me First and the Gimme Gimmes. Het album bevat covers van artiesten en bands uit Australië en is het eerste album uit de zogenoemde World EPs-serie van Me First and the Gimme Gimmes. Het album werd uitgegeven op 1 februari 2011 via het label Fat Wreck Chords.

## Nummers
1. "Never Tear Us Apart" (INXS) - 2:04
2. "All Out of Love" (Air Supply) - 2:55
3. "Friday on My Mind" (The Easybeats) - 2:28
4. "Have You Never Been Mellow" (Olivia Newton-John) - 2:31
5. "I've Done Everything for You" (Rick Springfield) - 2:04

## Band
- Spike Slawson - zang
- Chris Shiflett - gitaar
- Joey Cape - slaggitaar
- Fat Mike - basgitaar
- Dave Raun - drums